# SFOR
SFOR (англ. Stabilisation Force) — силы НАТО по поддержанию мира в Боснии и Герцеговине.
Осенью 1995 года по условиям Дейтонских соглашений, которое положило конец гражданской войне в Боснии и Герцеговине, сюда для обеспечения выполнения соглашения было направлено 60 тысяч военнослужащих стран НАТО. До декабря 1996 г. эта миссия называлась IFOR (англ. Implementation Force).
В январе 1996 г. в Боснию и Герцеговину также была введена российская воздушно-десантная бригада, которая позднее вошла в состав многонациональной дивизии «Север» SFOR.
Сама миссия SFOR была создана на основании резолюции СБ ООН № 1088 от 12 декабря 1996 года как миссия — продолжение IFOR.
В 2003 году американский контингент был выведен, а с ноября 2004 года ответственность за миротворческую миссию в Боснии и Герцеговине принял на себя Европейский союз (контингент EUFOR в рамках операции «Алтеа»). НАТО также продолжает сохранять своё присутствие в Боснии и Герцеговине в виде военного штаба.

## Оперативные командования
- Мостар (юг) — итальянцы, французы, немцы, испанцы.
- Баня-Лука (запад) — американцы, британцы, канадцы, чехи, датчане.
- Тузла (север) — американцы, турки, поляки, русские, норвежцы, шведы, датчане.